# Landulfo de Milão
Landulfo de Milão (em latim: Landulfus Mediolanensis; em italiano:  Landolfo di Milano) foi um historiador do final do século XI nascido em Milão. Sua obra, "Historiae Mediolanensis", contém uma parte totalmente inventada e graves incorreções. É chamado de Landulfo Sênior para diferenciá-lo do cronista milanês Landulfo Júnior.
Landulfo era um padre casado e era contra tanto as reformas gregorianas quanto os patarenos locais. Viajou para a França para estudar, primeiro para Orleães em 1103, depois para Paris para estudar com Guilherme de Champeaux em 1107 e finalmente para Laon.